# Santa Maria de Jetibá
Santa Maria de Jetibá là một đô thị thuộc bang Espírito Santo, Brasil. Đô thị này có diện tích 735,552 km², dân số năm 2007 là 32180 người, mật độ 43,75 người/km².